# 佃戸
佃戸（でんこ）とは中国における農業戸の呼称の一つ。
地主の土地を耕作し小作料を収めその余剰で生活する、水呑百姓や大日本帝国期の小作人の様な存在であり、同時期唐代の奴婢や中世西欧の農奴、近世日本の小作人，地主使用人の様な奴隷的身分とは異なり法律上の身分は地主と同等であり、身分は主人に私属せず公の法令の保護下にあった。佃客・地客・荘客・租戸・種戸などともいう。

## 歴史
唐では均田制が行われ、全ての農民に均等に土地が割り付けられ、同じように労役，税負担をするという形式が行われ、大土地所有は武徳元年に頒布した前朝から大土地所有していた貴族の田庄を認める詔による物や、皇族や官僚に与えられた官人永業田、及び平民と別に授田規定された寺院田庄等が公認されていた。
唐中期の武則天，玄宗期に新興富裕層に因る土地の兼併が横行して無産と成った逃戸，客戸は租庸調の納付が不可能と成り、且つ人頭税であるので大土地所有者からの収税は増えず均田制は崩壊したため、税産を課税基準とする両税法へ変更された。
これら大土地所有者は所有地を自家に私属する奴婢を使役して耕作させる外、小作地として貸し出す場合も多く荘戸・荘客などと呼ばれる小作人がこれを耕作した。荘戸は収穫の5割ほどの高い小作料を納め、更に牛や農具・種などを借りた場合はそれに応じて借賃を払わなければならず、その負担は重かった。
唐前期は前述の貴族層などが荘園の主な所有者であったが、開元の治以降の経済の発達と共に新興の富商・豪農が地主経営の新たな主体となった。これが五代・北宋にかけて形勢戸と呼ばれる新たな富裕層の淵源となり、形勢戸がその中から科挙合格者を出して官僚特権を得ることで権勢家、知識人階層の士大夫を生み出すことになった。
元では、宋代に廃止された奴隷制が復活し、佃戸より隷属性の強い従属身分の官田で使役される農業奴隷や貴族領の農奴が広く存在してた。
宋代における地主と佃戸の関係は、経済的搾取は存在したが身分的、法的には自由な良民同士の経済関係である、また農村に於いて主戸である自作農と合わせた農民の中、佃戸の割合は3割程である。
明清においても佃戸は存在していた。宋代においては佃戸は地主からの搾取に因り当面の生活で精一杯だったが、明代にはそれも薄れて経済的自立傾向を強め、小作料減免を求めて抗租運動を起こすようになる。中華人民共和国の成立に伴い、佃戸は消滅した。

## 過去の研究
実際には皇族・貴族・寺院などが荘園を所有していた。両税法によって事実上大土地所有が公認されたことになり、荘園が増大した。佃戸の存在形態については隷属的な関係とする周藤吉之と自由な経済関係とする宮崎市定の論を初めとして様々な意見が提出されており統一的な見解を得ることは難しいが、地主と佃戸の関係が宋代の農村における主要な社会関係であったということは言える。